# Willy Weiss (Sänger)
Willy Weiss, auch Willi Weiss, vollständig Wilhelm Friedrich Weiss (* 1883; † 1954), war ein deutscher Sänger (Tenor) und Liederdichter.

## Leben
Weiss, der mit vollem Namen Wilhelm Friedrich Weiss hieß und von der Kleinkunst und dem Kabarett her kam, unternahm einen Startversuch als Schauspieler beim Stummfilm in Edmund Edels stummer Filmoperette Wenn Männer streiken (Musik: Karl Otto Krause), wo er 1919 als Polizist zu sehen war. Seit Beginn der 1920er Jahre besang er Grammophonplatten; ab etwa 1922 für die gerade gegründete Schallplattenfirma Vox, ab 1924 auch für Homocord und den Lindström-Konzern auf dessen Marke Beka, wo ihn das Bohème-Orchester begleitete, später dann das Saxophon-Orchester Dobbri. Nach 1927 sang er Refrains bei den Isi-Werken in Leipzig auf deren Label „Electrocord“ zur Musik des von Kapellmeister Richard Zeuner und dem Geiger Max Freudenberg geleiteten „Tanzsport-Orchesters“.
Auf den Etiketten wird er als „Rundfunktenor“ angeführt. Und das nicht von ungefähr, denn nach 1923, als im Berliner Vox-Haus der Unterhaltungsrundfunk in Deutschland begann, war Weiss auch dort häufiger Gast vor dem Mikrophon. Das Taschenalbum „Künstler am Rundfunk“ von 1932 enthält auf Seite 135 eine Zeichnung und eine gereimte Selbstvorstellung des Künstlers.
Weiss schrieb Schlagertexte für verschiedene Komponisten, unter welchen auch Hans May, Willy Rosen und Carl Zimmer waren; intensiver war die Zusammenarbeit mit Hermann Krome und Emil Palm, mit denen er eine Reihe von Schlagern verfasste. Sie wurden auch von anderen Künstlern dieser Zeit interpretiert, zum Beispiel vom Kabarett-Bariton Robert Koppel und dem noch jungen Eric Helgar, vornehmlich aber vom Sängerkollegen Harry Steier und seinem Quartett.
Nach 1933 ließ sich der deutschnational empfindende „deutsche Sänger, Funker“ von überschäumender Begeisterung für die „Nationale Revolution“ zu eher grenzwertiger „Parteilyrik“ verleiten, wie seine Lieder auf „Braunau am Inn“ und die „junge Eiche am Adolf-Hitler-Platz“ von 1933 bis 1934 bezeugen. Zum 1. Mai 1933 trat er der NSDAP bei.
Mit weniger verfänglichen Texten und als Refrainsänger konnte Weiss dann auch in den 1930er Jahren noch reüssieren; seine Lieder vom Grafen von Rüdesheim oder von den Bremer Stadtmusikanten wurden bis in die 1950er Jahre hinein verlegt.

## Tondokumente (Auswahl)

### Aufnahmen mit Weiss

#### Bei Vox
- Vox 03278 (Matr. 917-A) Da draussen in der Wachau. Wiener Lied (Ernst Arnold) Willi Weiss [Tenor], mit Orchesterbegleitung (K1924)(NE 03/1923)
- Vox 03278 (Matr. 918-A) Schimmernder Mond. Lied (Siegwart Ehrlich) Willi Weiss [Tenor], mit Orchesterbegleitung (K1924)(NE 03/1923)
- Vox 04502 (Matr. 2100-A) Nachtlokal (Wenn nachts die Stern’ am Himmel...) Lied und Foxtrott (Victor Corzilius) Willi Weiss [Tenor], mit Orchesterbegleitung (K1925)
- Vox 04502 (Matr. 2001-A) Lass mich im Frühling nicht allein (Weiss blüht der Flieder...) Lied und Foxtrott (Werner Richard Heymann) Willi Weiss [Tenor], mit Orchesterbegleitung (K1925)
- Vox 3562-A Leb' wohl, Veronika, a.d. Operette „Messalinette“ (M: Walter Bromme) Willi Weiss [Tenor], mit Orchesterbegleitung (K1926)(NE 03/1926)
- Vox 3562-B Gnäd'ge Frau, Sie müssen mir gestatten, a.d. Operette „Messalinette“ (M: Walter Bromme) Willi Weiss [Tenor], mit Orchesterbegleitung (K1926)(NE 03/1926)
- Vox 3603-A Das war in Heidelberg in blauer Sommernacht. Lied (M.: Hermann Krome) Willi Weiss [Tenor], mit Orchesterbegleitung (K1927)(NE 01/1927)[15]

#### Bei Beka [Lindström]
- Beka Nrn. 32 570 bis 32 576 - aufgen. 29. Oktober 1924 Willy Weiss, Tenor, mit Bohème-Orchester, Leitung Herbert Fröhlich
- Beka Nrn. 32 647 bis 32 548 - aufgen. 13. Januar 1925 Willy Weiss, Tenor, mit Bohème-Orchester, Leitung Herbert Fröhlich[16]
- Beka-Record B. 5285 (Matr. 32 900) Ich habe im Mai von der Liebe geträumt: Lied (Franz Doelle) Willy Weiss, Tenor, mit Saxophon-Orchester Dobbri, Leitung Otto Dobrindt
- Beka-Record B. 5285 (Matr. 32 901) Bleib' mir treu: Lied (Werner R. Heymann) Willy Weiss, Tenor, mit Saxophon-Orchester Dobbri, Leitung Otto Dobrindt
- Beka-Record B. 5275 (Matr. 32 902) Sahara - Foxtrot (Horatio Nicholls - Jean Frederick) Willy Weiss, Tenor, mit Saxophon-Orchester Dobbri, Leitung Otto Dobrindt
- Beka-Record B. 5275 (Matr. 32 903) Haremsnacht. Orientalischer Foxtrot und Blues (Tito Murzilli) Willy Weiss, Tenor, mit Saxophon-Orchester Dobbri, Leitung Otto Dobrindt[17]

#### Bei Homocord
- Homocord B. ???? (Matr. M ????) Wenn du meine Tante siehst, a.d. Burleske „Der Harem auf Reisen“ (M: Rudolf Nelson, T: Rudolf Schanzer, Ernst Welisch) Willi Weiss mit Orchesterbegleitung [1924][18]
- Homocord B.1847 (M 17 900) Zur Liebe gehört doch auch ein bißchen Musik, aus “Madam Revue” (Rud. Nelson, Text: Rud. Schanzer) Willi Weiss mit Orchesterbegleitung (A 28.5.25)
- Homocord B.1847 (M 17 901) Miezeken (Fr. Gollnow, Text: Willi Weiss) Willi Weiss mit Orchesterbegleitung (A 28.5.25)

#### Bei Electrocord [Isi-Werke, Leipzig]
- Electrocord 1149 (Matr. 5206)  [Isi-Werke, Leipzig]  Drum woll'n wir uns wieder vertragen: Stimmungs-Walzerlied (Text: Weiß - Musik: Krome) Tanzsport-Orchester: Zeuner-Freudenberg, mit Refraingesang: Rundfunktenor Willy Weiss, Berlin
- Electrocord  1148  (Matr. 5212) [Isi-Werke, Leipzig] Wir trinken noch eins. Trinkwalzer (Text: Berg, Musik: Geißler)  Tanzsport-Orchester Zeuner-Freudenberg. Mit Refraingesang: Rundfunktenor Willy Weiss, Berlin
- Electrocord  1138 (Matr. 5216)  [Isi-Werke, Leipzig] Wenn der weiße Flieder wieder blüht: Slow-Fox (Text: Rotter - Musik: Doelle) Tanzsport-Orchester Zeuner-Freudenberg mit Refraingesang: Rundfunktenor Willy Weiss, Berlin
- Electrocord  1143 (Matr. 5217) [Isi-Werke, Leipzig]  Der treue Husar (Es war einmal ein treuer Husar): Marsch (Musik: Heinrich Frantzen) Tanzsport-Orchester Zeuner-Freudenberg, mit Refraingesang: Rundfunktenor Willy Weiss, Berlin[19]
- Electrocord 1148 (Matr. 5218) [Isi-Werke, Leipzig] Erst trinken wir noch eins! - Trinklied (Text: Schwabach, Musik: Rosen) Tanzsport-Orchester: Zeuner-Freudenberg. Mit Refraingesang: Rundfunktenor Willy Weiss, Berlin
- Electrocord 1140 (Matr. 5220)  [Isi-Werke, Leipzig] Es gibt eine Frau, die dich niemals vergisst: Waltz (Text: Schwabach, Musik: Cowler) Tanzsport-Orchester Zeuner-Freudenberg. Mit Refraingesang: Rundfunktenor Willy Weiss, Berlin
- Electrocord  1149 (Matr. 5225)  [Isi-Werke, Leipzig] Heut' ist uns alles ganz egal!: Walzer-Trinklied (Text: Weiß - Musik: May) Tanzsport-Orchester: Zeuner-Freudenberg, mit Refraingesang: Rundfunktenor Willy Weiss, Berlin

#### Auf Telefunken nach 1933
- Telefunken (rot) A 1490 (Matr. 19 350) Ach Luise! Lied aus „Bezauberndes Fräulein“ (Ralph Benatzky) Hans Bund und sein Orchester, Gesang: Willi Weiss, aufgen. 14. Oktober 1933[20]
- Telefunken (blau) A 1511 (Matr. 19 397) Die Bremer Stadtmusikanten. Volkstanz und Lied (Musik: Hermann Krome, Text: Willy Weiss) Willi Weiss mit Gesangs-Quartett und Begleitorchester, Leitung Hans Bund[21]
- Telefunken M 6038 (Matr.19 572) Ach, Auguste, komm doch mit!: Marschlied (Musik: Herm. Krome - Text: Willi Weiß) Gesang: Willi Weiss mit Gesangs-Quartett und Blas-Orchester. Dirigent: B[erhard] Derksen
- Telefunken  M 6007 (Matr. 19 641) Kling - Klang!: Lied und Walzer (Musik und Text: Willi Weiß und Emil Palm)  Tenor mit Gesangs-Quartett und Begleit-Orchester

### Aufnahmen mit Texten von Weiss
- Beka B. 6060 (Matr. 33 561²) Das war bei Tante Trullala in Düsseldorf am Rhein: Lied (Karl Knauer - Text von Hans Pflanzer und Willy Weiß) Harry Steier mit Orchester und Chor
- Beka B. 6104 (Matr. 33 706) Komm mit, mein Lieb, ich zeig' dir Sanssouci: Marschlied (Bernhard Nitzsche - Text: Willy Weiß). Harry Steier mit Quartett und Orchester
- Beka B. 6209 (Matr. 34 206²) Das war in Heidelberg in blauer Sommernacht. Lied (Hermann Krome, Text Willy Weiss) Harry Steier, Tenor mit Quartett und Orchester, aufgen. 1. September 1927
- Beka B. 6841 (Matr. 37 575) Lust'ge Jungs von der Waterkant, ahoi! (Herm. Krome - Text: Willy Weiß) Harry Steier mit Quartett und Orchester
- Ultraphon A 241 (Matr. 10 346)  Ich träumte am Rhein in der Dämmerstund' - Marsch (Musik von Hans May, Text von Hans Pflanzer und Willy Weiß) Theo Mackeben mit seinem Jazz-Orchester. Refraingesang: Robert Koppel
- Ultraphon A 1112 (Matr. 18 375) Mit meiner Zieh-Zieh-Zieh-Harmonika: Marschlied (Musik von Jerry Wiga-Winston - Text von Willi Weiß) Hans Schindler mit seinen Jazz-Sinfonikern, Refraingesang: Eric Helgar und die 5 Songs
- Odeon O-11 274 (Matr. Be 8977) Dir könnt' ich gut sein: Slow-Fox (W. Rosen, Text: W. Rosen und Willi Weiß)  Tanz-Orchester Dajos Béla mit Gesang: Leo Frank
- Derby blau 5661-A (Matr. 27 RN2) Dir könnt' ich gut sein. Slowfox (W. Rosen - W.Weiss) Karkoff-Orchester mit Refraingesang [1930-01/03]
- Gloria  G.O. 13 050 (Matr. Bi 1672) Braunau am Inn (Ein kleines Haus steht in Braunau am Inn). Lied (Musik: Carl Zimmer, Text: Willy Weiß). Harry Steier, mit Orchester unt. Ltg. v. Kapellmstr. O. Dobrindt
- Gloria G.O. 13 070 (Matr. Bi 1693) Die Bremer Stadtmusikanten: Marschtanz (Musik: Hermann Krome, Text: Willy Weiss) Eric Harden mit seinem Tanz-Orchester und Gesang
- Gloria G.O. 13 070 (Matr. Bi 1694) Der Graf von Rüdesheim: Schunkelwalzer (Musik: Hermann Krome, Text: Willy Weiss) Eric Harden mit seinem Tanz-Orchester und Gesang

## Werke (Noten)
- Miezeken. Lied (M. Fred Gollnow, T. Willi Weiss) [1924/25]
- Das war in Heidelberg.... (Musik: Hermann Krome; Text von Willy Weiß) f. Gesang und Klavier. Verlag: Berlin D.M.V. [Drei Masken-Verlag, ca. 1925]
- Her Kommer Herstedvester Orkester = Die Bremer Stadtmusikanten (Musik: Hermann Krome; Tysk tekst: Willy Weiss; Dansk tekst: Flemming Geill). For sang og klaver. Verlag:  København, Wilhelm Hansen, cop. 1924
- Blaue Jungs von der Waterkant Ahoi!: Marschlied (M Hermann Krome; T Willi Weiss) Verlag: Berlin: Bote & Bock, ©1929.
- Dir könnt ich gut sein, Lied u. Slowfox (M. Willy Rosen, T. mit Willy Weiss)  for Piano & Vocal;  © 1930 by Edition Meisel GmbH
- Braunau am Inn (Ein kleines Haus steht in Braunau am Inn). Lied (Musik: Carl Zimmer, Text: Willy Weiß). Berlin: Der Braune Musikverl., [1933]
- Am Adolf-Hitler-Platz steht eine junge Eiche: Marschlied (Verfasser: Emil Palm; [Worte von] Willy Weiß) Berlin: Der Braune Musikverl., 1934[22]
- Blaue [lustʹge] Jungs von der Waterkant: wir warʹn im Osten, wir warʹn im Westen; Marschlied. Musik: Hermann Krome; Text: Willi Weiss; Verlag: Berlin, Bote & Bock 1943
- Der Graf von Rüdesheim: Drum wollʹn wir fidel...; Schunkelwalzer / Hermann Krome. T.: Willy Weiß. Berlin: Birnbach 1953
- Die Bremer Stadtmusikanten: das sind die Bremer Stadtmusikanten!; Marsch-Humoreske / Hermann Krome. T.: Willy Weiß.  Berlin: Birnbach 1954